# Silvio Goričan
Silvio Goričan, né le 27 février 2000 à Zabok en Croatie, est un footballeur croate qui joue au poste d'ailier gauche au Lokomotiva Zagreb.

## Biographie

### En club
Né à Zabok en Croatie, Silvio Goričan commence le football au NK Zagorec Krapina (en) avant d'être formé par l'un des clubs de la capitale, le Lokomotiva Zagreb. Il commence toutefois sa carrière au NK Rudeš, où il est prêté en août 2019. Il joue son premier match en professionnel le 2 novembre 2019 face au NK Sesvete (en). Il entre en jeu et son équipe s'incline par trois buts à deux.
Lors de l'été 2021, il fait son retour au Lokomotiva et joue son premier match de première division croate le 28 août 2021 contre le HNK Gorica. Il entre en jeu à la place de Josip Pivarić et son équipe s'incline par un but à zéro. Le 2 octobre 2021, Goričan inscrit son premier but pour le Lokomotiva, lors d'une rencontre de championnat contre le NK Slaven Belupo. Titulaire ce jour-là, il ouvre le score sur un service d'Ibrahim Aliyu et son équipe l'emporte par trois buts à zéro,.
Le 14 septembre 2024, Goričan réalise son premier doublé, lors d'une rencontre de championnat face au NK Istra 1961. Titulaire, il donne la victoire à son équipe en marquant les deux seuls buts de la partie

### En sélection
Silvio Goričan représente l'équipe de Croatie des moins de 19 ans, pour un total de trois matchs joués, entre 2018 et 2019.
Avec les moins de 20 ans Goričan joue deux matchs, les deux en 2022.